# Bandera de Flix
La bandera oficial de Flix té la següent descripció:
Bandera apaïsada, de proporcions dos d'alt per tres de llarg, blanca, amb el freixe fruitat verd fosc de l'escut, d'alçària 5/6 de la del drap i amplària 4/9 de la llargària del mateix drap, al centre.
Va ser aprovada inicialment en el Ple de l'Ajuntament el 29 de gener de 2010. Va ser aprovada definitivament el 2 de setembre de 2010 i publicada en el DOGC l'1 d'octubre del mateix any amb el número 5726.